# Bertrand du Mans
Pour les articles homonymes, voir Saint Bertrand et Bertrand.
Bertrand (Berthram ou Bertrannus ou Bertechramnus) du Mans, né vers 540 et mort en 623, est un prélat catholique franc, évêque du Mans à partir de 586 (sancti Bertichramni cenomanensis episcopi).

## Biographie
D'origine gallo-romaine et aquitaine par sa mère, Bertegunde, franque et neustrienne par son père, ce riche aristocrate appartient à une famille très liée à l'Église mérovingienne. Il est le neveu de l'évêque de Bordeaux, Bertrand, le frère de celui d'Évreux, Erminulfus, le demi-frère de celui de Rennes, Haimoaldus, et est parent de nombreux autres évêques (Auxerre, Orléans, Bourges).
Bertrand séjourne à la cour de Clotaire Ier, puis de Caribert Ier, avant d'entamer, à la mort de ce dernier (567), une carrière ecclésiastique à Tours. Il est ordonné prêtre à Paris, peut-être par l'évêque saint Germain (mort en 576). Ayant brigué sans succès la dignité d'évêque de Bordeaux à la mort de son oncle maternel, il serait alors devenu archidiacre de Paris, avant d'être élu évêque du Mans en 586, grâce au soutien du roi Gontran. En 585, à la mort de son oncle Bertrand, évêque de Bordeaux, il avait dû s'occuper de l'exécution testamentaire de ce dernier, il pourrait en avoir tiré des enseignements de cette époque troublée, en faisant confirmer à l'avance par Clotaire II ses propres dispositions testamentaires
Il va alors s'employer à restaurer le temporel de son Église que son prédécesseur, Baudegisile (581-586), avait dépouillée. Il est par deux fois contraint à l'exil par les partisans de Brunehaut (592-596 et 600-605) en raison de sa fidélité à Clotaire II pendant la guerre civile. Mais, cette fidélité est largement récompensée par d'importantes donations foncières, comme la villa de Bonnelles (Yvelines) ou celle de Pomponne (Seine-et-Marne).
Il fait partie des 75 prélats, métropolitains et évêques, qui siègent au concile de Paris (614) et cherchent à restaurer une Église mérovingienne très affaiblie par l'interminable querelle familiale (faide royale vers 570-613). Particulièrement généreux à l'égard de son église, la cathédrale Sainte-Marie, il a aussi fondé et richement doté la basilique Saints-Pierre-et-Paul, devenue l'abbaye Saint-Pierre de la Couture, à proximité du Mans ainsi qu'un hospice, Saint-Martin de Pontlieue.

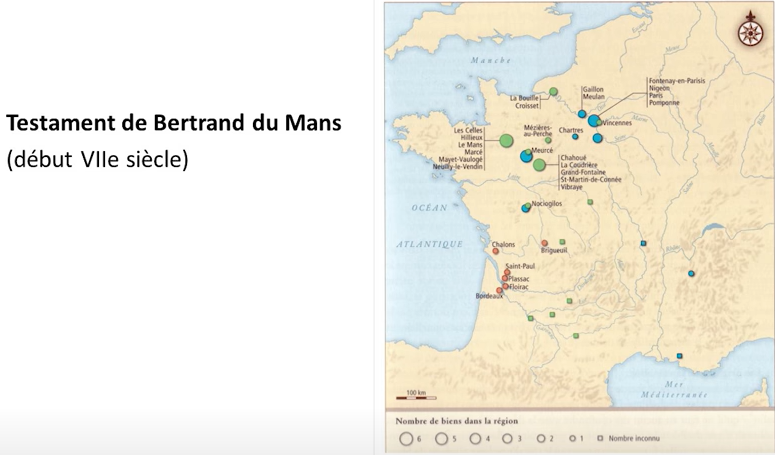
Biens de Bertrand du Mans présents dans son testament.

Son testament, rédigé en mars 616 et transcrit par les Actes des évêques du Mans, est une source majeure sur la puissance foncière de l'aristocratie franque. Il donne la liste de plus de 75 villae ou portions de villae que Bertrand possédait et qu'il a partagées entre l'Église, en particulier celle du Mans, ses neveux et petits-neveux ainsi que des membres de l'entourage royal. L'ensemble des biens fonciers couvrait 300 000 hectares, dispersés dans toute la Gaule occidentale. En plus des nombreux domaines hérités, souvent difficilement récupérés comme la villa de Plassac à Plassac, en Gironde, ou acquis grâce à la faveur royale, la structure de ses propriétés illustre une politique d'achat et d'échange caractéristique des stratégies patrimoniales des aristocrates mérovingiens.
Il meurt en 623 au terme d'une longue carrière au service à la fois du roi, de l'Église et de sa famille. Sa renommée (fama) lui a valu d'être rapidement porté sur les autels, et l'Église catholique l'honore le jour de son décès, le 30 juin.